# Новосёловская сельская община
Новосёловская сельская община (укр. Новоселівська сільська громада) — территориальная община в Полтавском районе Полтавской области Украины. Административный центр — село Новосёловка.
Образована 29 августа 2017 путем объединения Надержинщинского, Нестеренковского, Новоселовского и Черкасовского сельских советов Полтавского района.
В 2020 году присоединился Руновщинский сельский совет Полтавского района Полтавской области.
.

## Населенные пункты
В состав общины входят 34 села: Березовка, Божки, Божковское, Божково, Бруновка, Бурты, Васильцы, Вербовое, Ольховщина, Ольховый Рог, Гаврилки, Глобы, Головки, Гонтари, Забаряны, Карнаухи, Кованьковка, Коломак, Крюково, Марьевка, Надержинщина, Нестеренки, Новоселовка, Опошняны, Пасковка, Петрашевка, Руновщина, Ступки, Соседки, Сягайлы, Терентиевка, Фисуны, Черкасовка и Шилы.